# クアドリシクル (EUの車両分類)

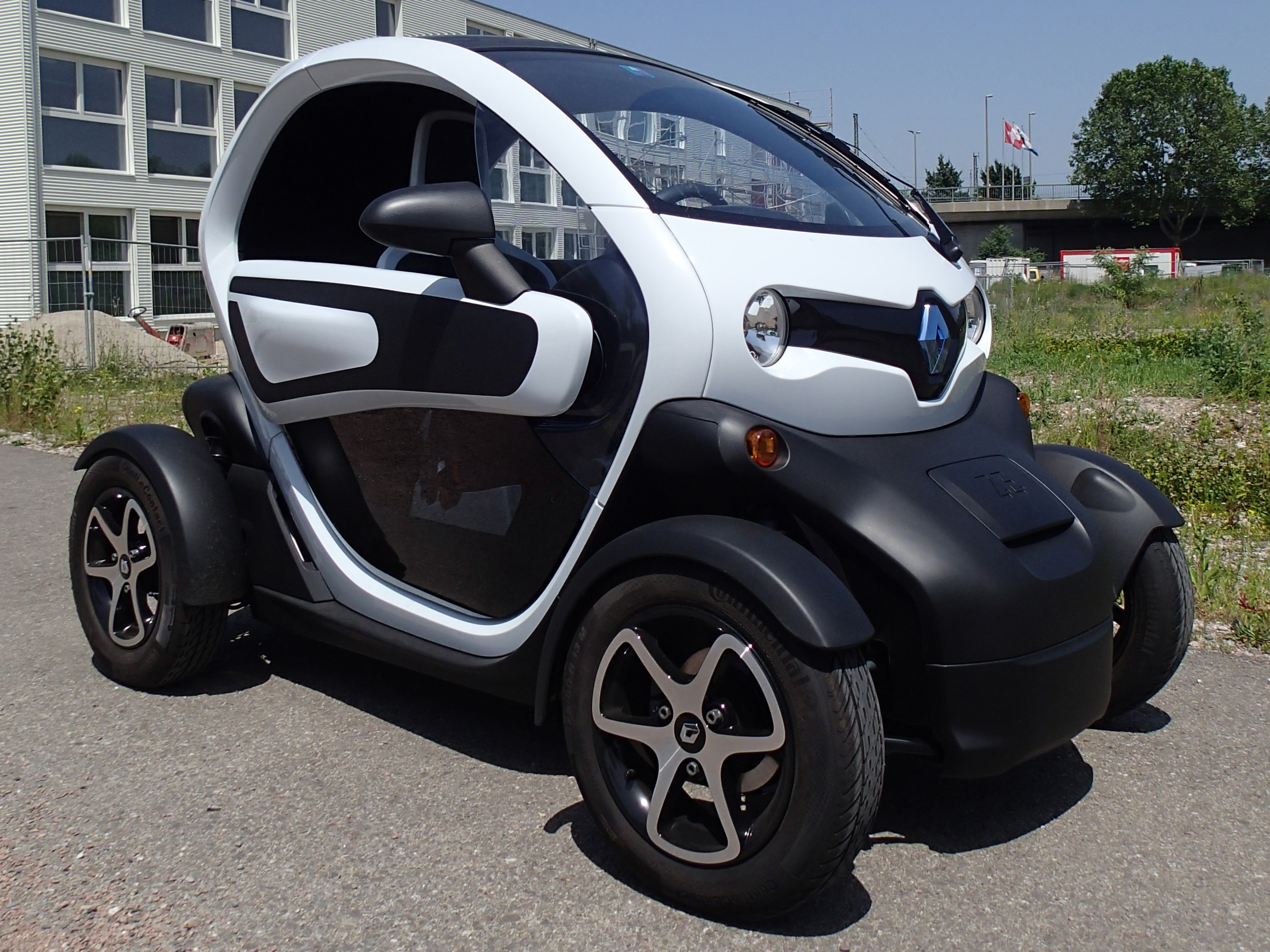
ルノー・トゥイジーは、軽クアドリシクル仕様と重クアドリシクル仕様の両方がある

クアドリシクル（英語：quadricycle）は、欧州連合（EU）による四輪マイクロカーの車両カテゴリである。
クアドリシクルは通常の車両と比較して、都市部におけるより厳しい要件に合わせて設計することができる。クアドリシクルは重量、エンジン出力、速度の制限によって定義される。

## 歴史
クアドリシクルの分類は、EUが指令92/61 / EECを発行し、モペットと同じカテゴリに分類されると定めた1992年に正式に作成された。2002年、フレームワーク指令2002/24/ECは、軽クアドリシクルと重クアドリシクル（L6eおよびL7eカテゴリ）を区別することにより、この定義を改良した。
EUにおける軽四輪車の運転免許の枠組みは、2006年に指令2006/126（第3次運転免許指令）とともに発表された。この指令は、モペットと同じ要件を軽量四輪車に適用するものである。内容には、最低運転年齢を16歳に指定することが推奨されているが、実際には年齢制限は国によって異なり、14歳から18歳の間で定められている。

## カテゴリ

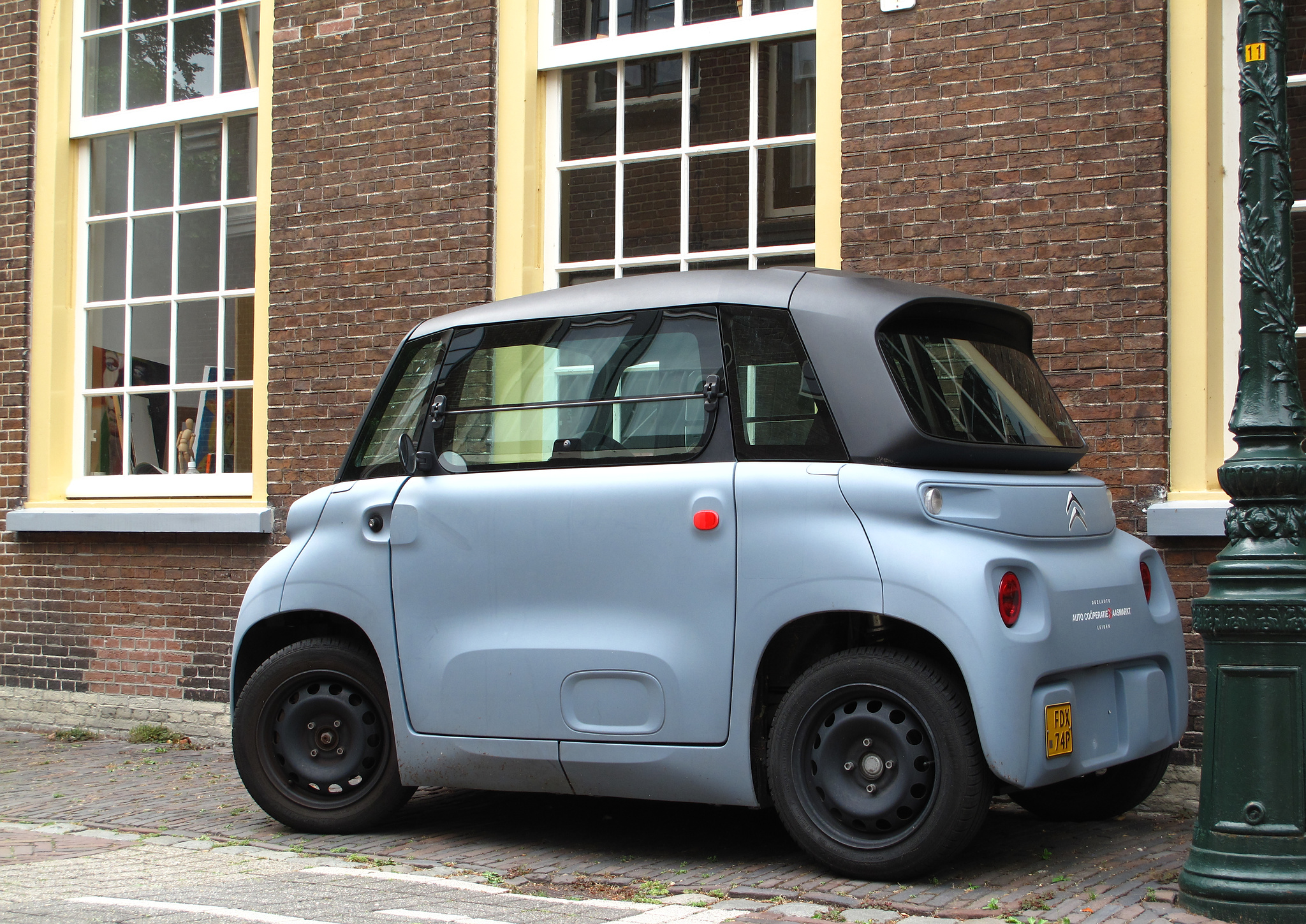
3万台以上を販売した人気の軽クアドリシクル、シトロエン・アミ

クアドリシクルには、軽クアドリシクル（L6e）と重クアドリシクル（L7e）の2つのカテゴリがある。

### 軽クアドリシクル（L6e）
軽（量）四輪車などとも訳される。L6eは枠組み指令2002/24/ECにより、「空車質量が425kg以下の4つの車輪を持つ自動車、最大設計速度が45km/h以下の電気自動車の場合、バッテリーの質量を含まない」と定義されている。このほか、以下の条件のいずれかを満たす必要がある。
1. エンジンシリンダー容量が火花（正）点火エンジンの場合50ccを超えないもの
2. 最大正味出力が他の内燃機関（例：ディーゼル燃料）の場合に6kWを超えないもの
3. 電気モーターの場合、最大連続定格電力が6kWを超えないもの。

### 重クアドリシクル（L7e）
重（量）四輪車などとも訳される。また、軽クアドリシクルに対して大型クアドリシクルとも呼ばれる。L7eは枠組み指令2002/24/ECにより、軽クアドリシクルと呼ばれるもの以外の4輪の自動車で、無積載質量が乗用車の場合は450kg以下、電気自動車の場合、バッテリーの質量を含まない場合は600kg以下と定義されている。 最大正味エンジン出力が15kW以下で、設計上の最高速度が90km/hである。

## 国別の法律

### フィンランド
軽クアドリシクルの年齢制限は15歳で、一般的な自動車は18歳である。 フィンランドでは伝統的にモペッドが若者の間で人気があり、軽クアドリシクルも同じニッチ分野に導入されている。 軽クアドリシクルは現地では「モペッドカー」と呼ばれている。 2013年に導入されたAM-121という四輪車専用の免許区分があるが、2013年以前に発行されたMクラス（モペッド）免許にも資格がある。上位区分の免許（A1、A、B）には自動的にクアドリシクルの資格が与えられるが、A1、A、Bの年齢制限はそれぞれ16歳、18歳、18歳である。
クアドリシクルが低速であるゆえに、他の交通にもたらす危険性を懸念する人もいる。[7]過去10年間、フィンランドはクアドリシクルをスピードリミッター付きの車に置き換えることを検討してきた。この議題は、2017年2月にフィンランドのピルカンマーのサスタマラで発生した四輪車事故[fi]の後、物議を醸した。

### フランス

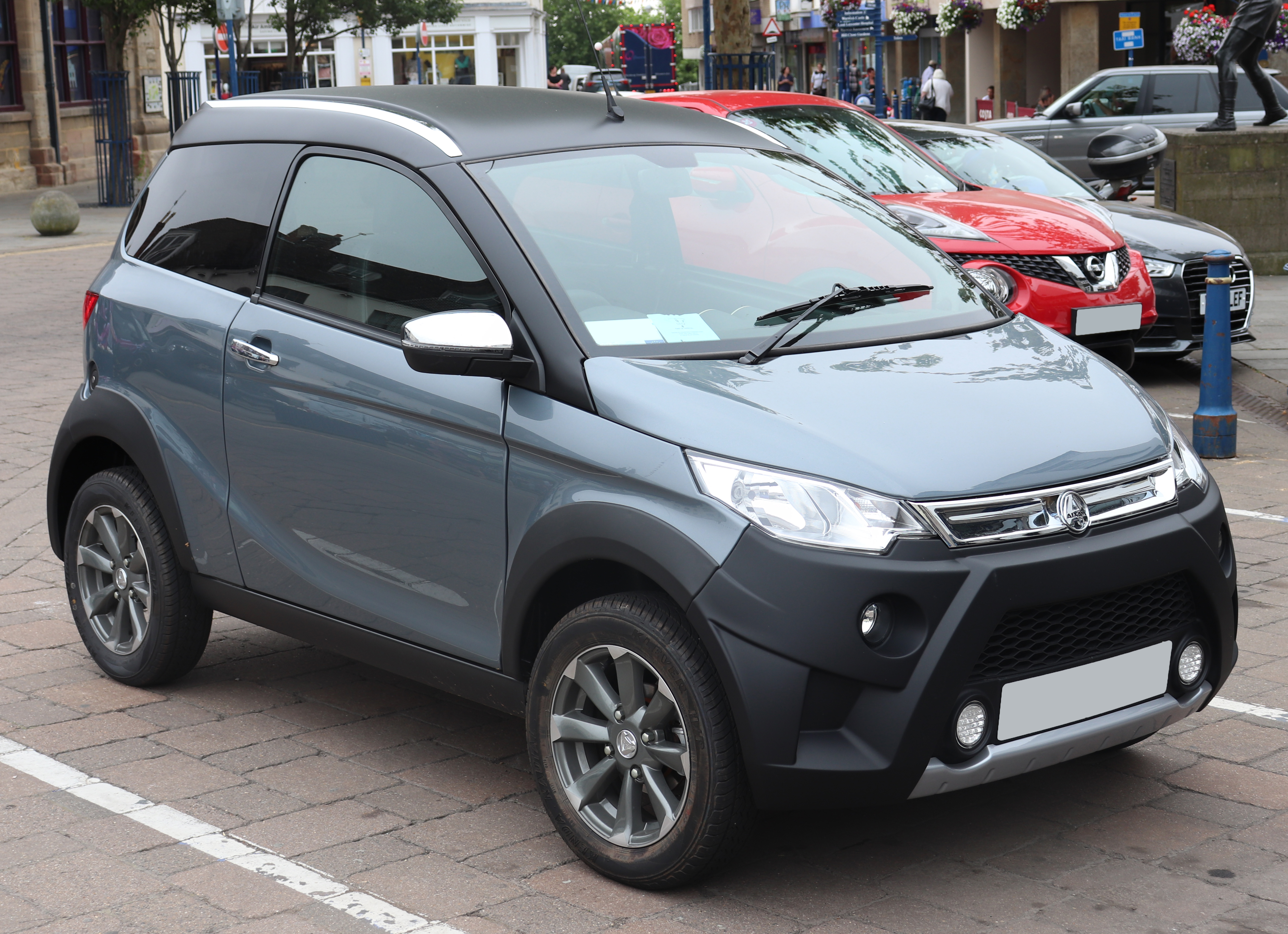
アイシャム・クロスライン、およびフランスの無免許車両の例

フランスでは、Voiture Sans Permis（無免許車両）に分類される小型車は、運転免許がなくても運転できる。
一部のクアドリシクルは、14歳以上の人が利用できる運転免許証の「交通安全証明書」カテゴリで運転可能である。クアドリシクルは、速度を45 km/hに制限し、最大50 ccのガソリン発動機を搭載するか、最大4 kWの電気またはディーゼル発動機を動力源とする必要がある。

### イギリス
2000年10月以前のイギリスでは、オートバイの試験に合格した人は自動的に完全なサブカテゴリーB1ライセンスを付与され、軽量車（無積載重量550 kg以下）、原動機付四輪車、または原動機付三輪車を運転することが許可された。2000年以降、これらの小型車は、軽クアドリシクルと重クアドリシクルの2つの異なる分類に分割されている。
軽クアドリシクル、出力が6kW未満のマイクロカー、および425kg以下の無積載質量は、オートバイ免許があれば運転できる。より強力または重い車両は、英国の道路で合法的に車両として運転するには、自動車免許が必要である。

## メーカー
- アイシャム（英語版）
- カサリーニ（英語版）
- シャトネ自動車（英語版）
- エヴェッタ（英語版）
- グレカヴ（英語版）
- イタルカー（英語版）
- ジョンウェイ（英語版）
- リジェ
- メレックス
- マイクロ（英語版）
- ピアッジオ
- ルノー
- ステランティス